# Wallenbuch
Wallenbuch est une localité et une ancienne commune suisse du canton de Fribourg, située dans le district du Lac. Elle a la particularité d'être enclavée dans l'arrondissement administratif de Berne-Mittelland du canton de Berne.

## Histoire
La première mention, sous le nom de Buch, date de 1306. En 1340, on parle de Valabuch. Depuis le Moyen Âge, le village a été sous la domination de plusieurs familles. En 1522, Wallenbuch est passée sous domination fribourgeoise et appartenait aux Anciennes Terres. À la Réforme, le village est resté catholique : il a donc été séparé de la paroisse de Ferenbalm et rattaché à celle de Cormondes. Après la chute de l'Ancien Régime (1798), Wallenbuch a été rattachée d'abord au district de Morat, puis dès 1803 au district de Fribourg et en 1831 au district alémanique de Fribourg. La nouvelle Constitution cantonale de 1848 l'a enfin rattachée au district du Lac.
Dans le cadre de l'encouragement cantonal aux fusions de communes, la population de Wallenbuch a décidé le 28 juin 2002, avec une majorité de 68 %, la fusion avec la commune de Cormondes. La fusion a pris effet le 1er janvier 2003.

## Géographie
Wallenbuch est située à 532 m d'altitude, à 5,5 km au nord-est de Cormondes et 8 km à vol d'oiseau à l'est de Morat, chef-lieu du district du Lac. Le village forme une exclave fribourgeoise, entourée par le district bernois de Laupen. Il s'étend sur un haut plateau entre le cours moyen de la Bibera, à l'ouest, et la vallée de la Sarine à l'est, dans le nord du canton de Fribourg. La surface de l'ancienne commune était de 1,4 km2. Son territoire comprenait le plateau de Wallenbuch, s'étendait à l'ouest jusqu'à la forêt de Faverwald, au nord-est jusqu'à la hauteur de la forêt de Wittebergwald (552 m d'altitude) et à l'est jusqu'à une zone boisée qui surplombe de 40 m la large vallée de la Sarine.

## Population
En 2002, avant la fusion, Wallenbuch était la plus petite commune du canton de Fribourg avec 132 habitants.

## Curiosités
La chapelle dédiée à Sainte Barbara est mentionnée depuis 1474, mais elle a été reconstruite en 1599 et restaurée et agrandie en 1810. Elle possède de remarquables statues du gothique tardif de St Pierre et Paul (vers 1510). La ferme Remy date de 1822.